# Mildred Wiley
Mildred Olive Wiley, född 3 december 1901 i Taunton, Massachusetts, död 7 februari 2000 i Bourne, Massachusetts, var en amerikansk friidrottare.
Wiley blev olympisk bronsmedaljör i höjdhopp vid sommarspelen 1928 i Amsterdam.